# Ябълкоплодна шипка
Ябълкоплодната шипка (Rosa villosa) е вид шипка, храстовидно растение от семейство Розови (Rosaceae).
Тя е най-близко родствена с Rosa mollis Sm.:с. 98 (мековлакнестата шипка),:с. 142 с която е възможно да се бърка.:с. 102

## Описание
Ябълкоплодната шипка е висока до 2,5 m, с изправени клонки, като цветоносните клончета са с малки власинки. Шипчетата им са прави и хоризонтални. Листата са сложни, нечифтоперести с пет или седем листчета. Цветовете са единични или по 2 – 3 събрани в щитовидни съцветия, а чашелистчетата са с власинки и след узряването на плода образуват коронка и остават върху него. Плодът е жлезист и яркочервен.

## Разпространение
В България има ограничено:с. 145 разпространение из храсталаците и в покрайнините на горите в долния и средния планински пояси до височина около 1500 m. Според Конспекта на висшата флора на България, тя се среща единствено в Рила и Беласица, докато Атласът на европейската флора задава по-широк ареал, обхващащ също така Родопите и западна Стара планина. Извън България, видът е разпространен в централна Европа, Испания, Апенините, западните Балкани, Балтийските страни, Украйна и прилежащите територии на европейска Русия.:с. 100